# Matilda Cullen Knowles

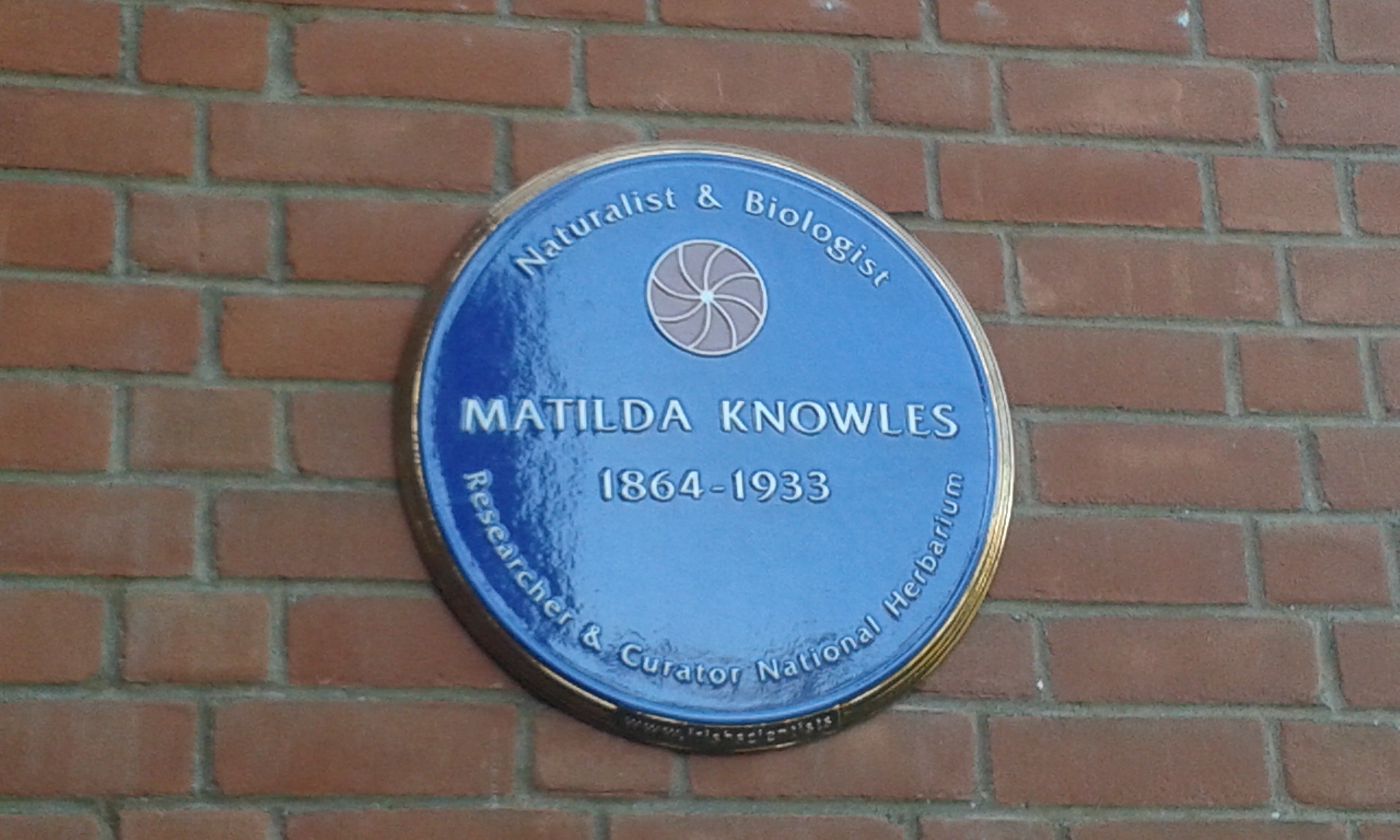
Gedenktafel an Matilda Cullen Knowles in National Botanic Gardens of Ireland

Matilda Cullen Knowles (* 31. Januar 1864 in Ballymena, County Antrim; † 27. April 1933 in Dublin) war eine irische Botanikerin. Ihr Forschungsschwerpunkt lag auf dem Gebiet der irischen Flechten. Ihr botanisches Autorenkürzel lautet „M.Knowles“.

## Leben
Matilda Cullen Knowles zeigte schon in jungen Jahren großes Interesse für botanische Fragestellungen. Zunächst setzte sie sich mit der Flora im Umkreis ihres Wohnortes sowie der Countys Antrim und Londonderry auseinander. Sie beteiligte sich 1895 an der Irish Topographical Botany und erfasste für den County Tyrone mehr als 300 Arten. Nachdem sie am Royal College of Science for Ireland naturwissenschaftliche Seminare besucht hatte, nahm sie im Jahr 1902 eine Tätigkeit in der Botanischen Abteilung des Nationalmuseums von Dublin auf. Sie wirkte dort zunächst als  "nicht pensionsfähige" Assistentin  von Professor T. Johnson und übernahm 1923 nach seinem Ableben die Leitung der Abteilung. Sie führte eine groß angelegte ökologische Studie zu marinen und maritimen Flechten des Vorgebirges von Howth bei Dublin durch. Die Ergebnisse wurden 1913 in den Scientific Proceedings of the Royal Dublin Society publiziert. Im Anschluss erarbeitete und verfasste sie eine vollständige Aufstellung der irischen Flechten unter topologischen Gesichtspunkten. Das Flechtenvorkommen war für die meisten irischen Regionen bis zu diesem Zeitpunkt noch unerforscht. Matilda Cullen Knowles blieb bis zu ihrem Tod, kurz vor ihrer Pensionierung, im Dubliner Nationalmuseum tätig. Sie starb  an einer Lungenentzündung und wurde auf dem Deansgrange Cimetry begraben.

## Wissenschaftliche Leistung
Matilda Cullen Knowles galt als Autorität auf dem Gebiet der Flechten. Im Kontext der topologischen Ausarbeitung der irischen Flechten konnte sie etwa 100 bisher unerwähnte Arten nachweisen sowie fünf neu entdeckte Arten aufzeigen. Sie fand heraus, dass  Flechten am Ufer in verschiedenen Gezeitenzonen wachsen. Im Jahr 1929 brachte sie das von ihr verfasste Werk The Lichens of Ireland bei der Royal Irish Academie heraus. Sie beschreibt in diesem Band die Verteilung von über 800 Flechtenarten. Zu diesem Buch hatte sie an einem Ergänzungsband gearbeitet, der jedoch bis zu ihrem Tod noch nicht fertiggestellt war. Lilian Porter übernahm die Aufarbeitung des Materials und veröffentlichte es 1948. Im Jahr 2014 wurde zur Erinnerung an ihr Vermächtnis eine Gedenktafel im Herbarium der National Botanic Gardens, Glasnevin enthüllt.

## Werke
- Michael E. Mitchell, M.C. Knowles, Lilian Porter: Index of collectors in Knowles' The lichens of Ireland (1929) and Porter's supplement (1948): with a conspectus of lichen recording in the Irish vice-counties to 1950. Occasional papers 11. Ed. National Botanic Gardens, Glasnevin, 53 pp.

- gemeinsam mit Lilian Porter: Lichens of Ireland. Proc. of the Royal Irish Acad. 51 ( 22). Ed. Hodges, Figgis, 40 pp., 1948

- gemeinsam mit  A.L. Smith: Lichens of the Dublin Foray. Trans. of the British Mycological Soc. 11 (1-2), 1926

- The Maritime and Marine Lichens of Howth. 14, Issue 6 of Scientific proc. 14, 1913, ( 6). Ed. Royal Dublin Soc. 143 pp.,

### Belege
1. ↑  Autoreneintrag bei IPNI
2. 1 2  Notable Irish Botanists | National Botanic Gardens of Ireland. Abgerufen am 18. Februar 2024 (britisches Englisch).
3. 1 2  Renate Strohmeier: Lexikon der Naturwissenschaftlerinnen und naturkundigen Frauen Europas. Von der Antike bis zum 20. Jahrhundert. Verlag Harri Deutsch, Thun/Frankfurt am Main 1998, ISBN 3-8171-1567-9, S. 157.